# Carlo Simoneschi
Carlo Simoneschi (Roma, 25 agosto 1878 – Roma, 20 luglio 1955) è stato un attore e regista italiano, attivo dal tempo del cinema muto fino a tutti gli anni trenta.

## Biografia
Padre dell'attrice e doppiatrice Lydia Simoneschi, firmò un film - Anima trasmessa, del 1916 - anche come direttore della fotografia.
Come regista cinematografico debuttò nel 1912 con Rivale nell'ombra cui seguirono nel 1913 Fiore di fango e, nel 1914, ben sei pellicole: Cose dell'altro mondo, Dissidio di cuori, La fidanzata di Giorgio Smith, L'addio al celibato, La rivelazione dello scemo e Pace, mio Dio!.... Di questi film fu anche interprete.
La sua carriera di attore fu più articolata ed ebbe inizio anch'essa nel 1912 con Rivale nell'ombra e proseguì l'anno successivo con tre pellicole: Fiore di fango, Il veleno della parola e La vigilia di Natale.
L'ultima pellicola da lui girata come regista fu La ladra di fanciulli del 1920, mentre la sua ultima interpretazione come attore risale al 1941 in Teresa Venerdì.
La sua filmografia come interprete include anche Il sacco di Roma, del 1923, Pergolesi, del 1932 (in cui recitava anche la figlia Lydia), Casta Diva, del 1935, e I grandi magazzini, del 1939.
Alla sua figura il poeta romano Sergio Corazzini ha dedicato la poesia A Carlo Simoneschi contenuta nella raccolta L'amaro calice.

## Filmografia parziale

### Attore
- L'addio al celibato, regia di Carlo Simoneschi (1914)
- La fidanzata di Giorgio Smith, regia di Carlo Simoneschi (1914)
- Dissidio di cuori, regia di Carlo Simoneschi (1915)
- La maschera della morta, regia di Carlo Simoneschi (1915)
- La società della mano sinistra, regia di Carlo Simoneschi (1915)
- Pace, mio Dio!..., regia di Carlo Simoneschi (1915)
- Anima trasmessa, regia di Carlo Simoneschi (1916)
- Il dono del mattino, regia di Enrico Guazzoni (1932)
- Casta Diva, regia di Carmine Gallone (1935)
- Condottieri, regia di Luis Trenker (1937)
- Hanno rapito un uomo, regia di Gennaro Righelli (1938)
- I grandi magazzini, regia di Mario Camerini (1939)

### Regista
- L'addio al celibato (1914)
- La fidanzata di Giorgio Smith (1914)
- Dissidio di cuori (1915)
- La maschera della morta (1915)
- La società della mano sinistra (1915)
- La vampa (1915)
- Pace, mio Dio!... (1915)
- Anima trasmessa (1916)